# Statistica
Statistica (торгова марка — STATISTICA) — пакет для всебічного статистичного аналізу, розроблений компанією StatSoft. В пакеті STATISTICA реалізовані процедури для аналізу даних (data analysis), управління даними (data management), добування даних (data mining), візуалізації даних (data visualization).

## Структура
Система STATISTICA складається з окремих модулів, кожний з яких є повноцінним Windows-застосунком. Можна швидко і зручно переключатися з одного модуля в інший, клацаючи мишею на значках модулів на робочому столі чи активізуючи відповідне вікно застосунку (якщо воно вже було відкрите) або вибираючи модулі в діалоговому вікні. Інтерфейс системи може бути вбудований у конкретний проект користувача.

## Графіка
Найсильнішою стороною пакета є графіка і засоби редагування графічних матеріалів. Представлено сотні типів графіків, матриці і піктограми. Існує можливість розробити свій дизайн графіка і додати його до меню. Засоби керування графіками містять у собі роботу одночасно з декількома графіками, зміну розмірів складних об’єктів, розширені можливості малювання з додаванням художньої перспективи і спеціальних ефектів, розбивку сторінок. Наприклад, трьохмірні графіки можна обертати, накладати один на одного, стискувати або збільшувати. Крім того можна побачити на графіках, які фрагменти там змінилися під впливом змін в одній з перемінних.